# L. D. Palmer
L. D. Palmer ist ein Pseudonym des deutschen Science-Fiction-Autors Uwe Anton, welches er auch gemeinschaftlich mit Ronald M. Hahn verwendete.
Anton wählte das Pseudonym als Hommage an Philip K. Dick beziehungsweise seinen Roman The Three Stigmata of Palmer Eldritch.
1980 erhielt Anton unter diesem Pseudonym einen Eintrag im von Hans Joachim Alpers u. a. edierten Lexikon der Science Fiction Literatur. Dabei wurde für Anton versehentlich ein Bild von Raymond A. Palmer verwendet, der zu diesem Zeitpunkt bereits verstorben war.